# BuchBasel

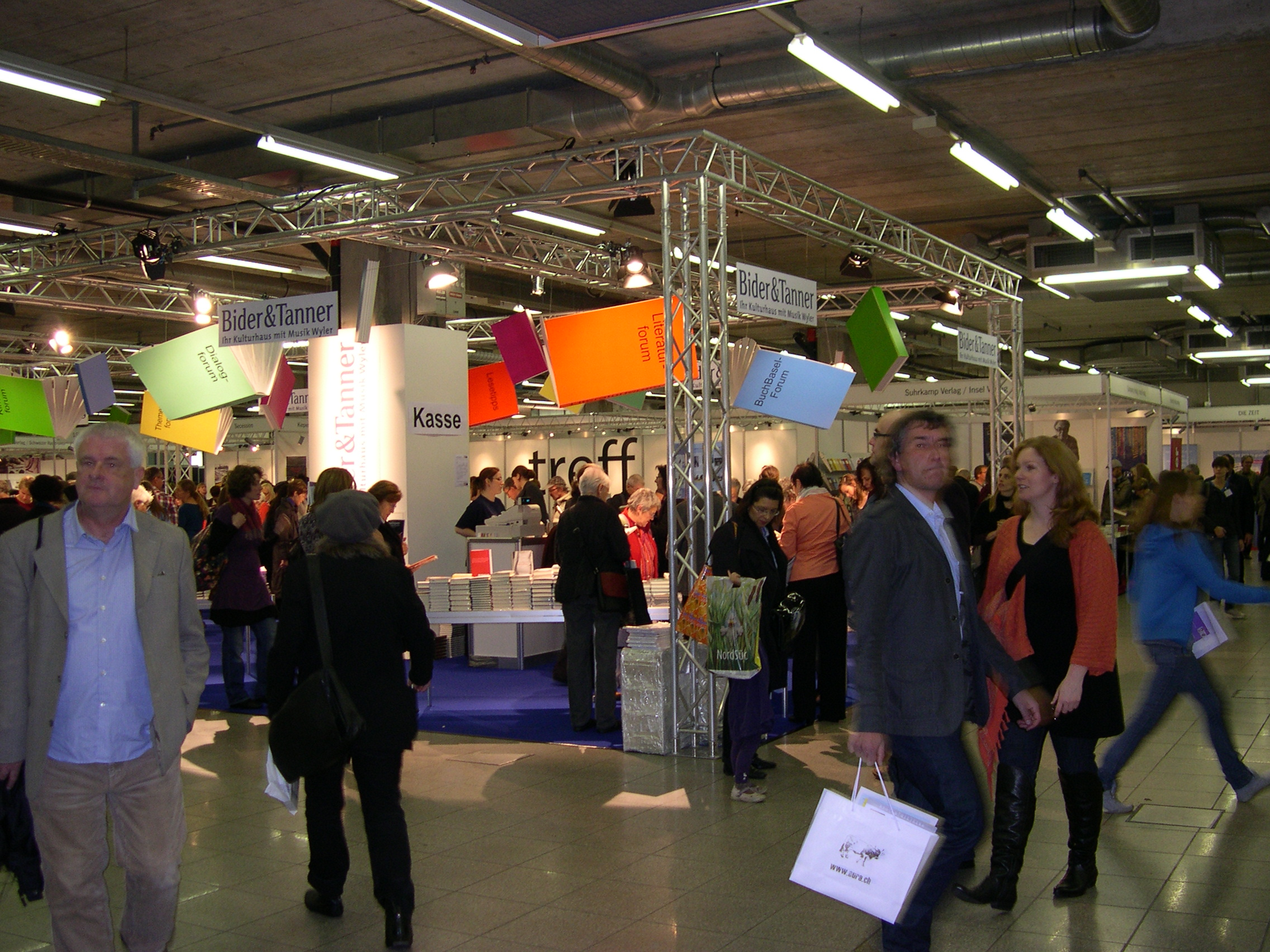
Die Buchmesse «BuchBasel» in Basel, Kongresszentrum (2010)

BuchBasel ist ein Buch- und Literaturfestival mit internationalem, umfassendem Anspruch. Präsentiert werden sollen eine breite Palette an Veranstaltungen – von Neuerscheinungen über politische Debatten bis hin zu innovativen und jungen Formaten. Am Festival BuchBasel wird der in Zusammenarbeit mit dem Schweizerischen Buchhändler- und Verleger-Verband lancierte Schweizer Buchpreis vergeben. Die Trägerschaft des Festivals ist der Verein «LiteraturBasel».
Das Internationale Buch- und Literaturfestival BuchBasel geht auf das 1997 von Matthyas Jenny initiierte «Literaturfestival Basel» zurück. 2003 konnte Jenny, die Messe Schweiz AG für die Lancierung einer parallel zum Festival stattfindenden Buch- und Medienmesse gewinnen, welche bis 2007 jährlich im Frühjahr in den Messehallen stattfand. Aufgrund wirtschaftlicher Überlegungen lehnte die Messe Schweiz im selben Jahr die weitere Durchführung des Anlasses in ihren Hallen ab. Mit einem veränderten Konzept gelang in den Folgejahren die Weiterführung unter dem Namen «BucH.08» und «BucH.09». Anfang 2010 übertrug der Vorstand von LiteraturBasel die Gesamtleitung der Buchmesse und des Internationalen Buch- und Literaturfestival Felix Werner, der das neue Konzept zusammen mit Egon Ammann erarbeitet hatte und seit 2008 für die operative Durchführung von BuchBasel verantwortlich war. Die Verantwortung für das Festivalprogramm übernahm Katrin Eckert, Intendantin des Literaturhauses Basel. In den Jahren 2010 und 2011 kehrte die BuchBasel (ohne Beteiligung der Messe Schweiz AG) in die Messehallen zurück. 2012 musste der Messeteil der BuchBasel aus finanziellen Gründen aufgegeben werden. Das Festival findet seither an verschiedenen Orten in der Stadt Basel statt.